# Firestreak
Firestreak – brytyjski kierowany pocisk rakietowy powietrze–powietrze krótkiego zasięgu, opracowany w latach 50. XX wieku, samonaprowadzany na podczerwień, przeznaczony do niszczenia celów powietrznych na krótkich dystansach.

## Rozwój
Firestreak był drugim kierowanym pociskiem powietrze-powietrze opracowanym w Wielkiej Brytanii, po nieudanym Fireflash. Jego rozwój rozpoczął się w 1951 w firmie de Havilland na bazie eksperymentalnego pocisku Blue Jay. Dalszy rozwój był prowadzony w firmie Fairey (następnie Hawker Siddeley). Testy naziemne rozpoczęły się w 1954, testy w locie w 1955.
Pocisk należał do pierwszego pokolenia pocisków samonaprowadzających się na podczerwień. Mógł służyć jedynie do zwalczania samolotów odrzutowych z ich tylnej półsfery, gdyż jego głowica poszukiwawcza wykrywała jedynie gorące dysze silników. Pocisk miał nietypową konfigurację, gdyż jego głowica bojowa znajdowała się w tylnej części, wokół dyszy silnika. W nosie pocisku, pod spiczastą osłoną znajdowała się głowica poszukiwawcza, chłodzona ciekłym azotem, z detektorem podczerwieni. Pocisk miał zapalniki zbliżeniowe na podczerwień. Napęd stanowił silnik rakietowy Magpie na paliwo stałe. Pocisk był zbudowany w układzie aerodynamicznym z czterema statecznikami za środkiem długości pocisku i czterema małymi prostokątnymi sterami na końcu kadłuba, połączonymi cięgłami z układem kierowania w nosie pocisku. 
Pocisk Firestreak wprowadzono na uzbrojenie lotnictwa brytyjskiego Royal Air Force i lotnictwa marynarki brytyjskiej Fleet Air Arm na przełomie lat 50. i 60. W sierpniu 1959 zyskał status "częściowo udostępniony" do służby. Pierwsze odpalenie z samolotu w Centrum Treningowym Broni Kierowanych (GWTS) miało miejsce 21 grudnia 1959, pierwsze odpalenie w jednostce operacyjnej dopiero 2 czerwca 1960. Używano go na samolotach Gloster Javelin (4 pociski), de Havilland Sea Vixen (4 pociski), English Electric Lightning (2 pociski). Od 1964 był zastępowany przez pocisk Red Top (początkowo rozwijany jako Firestreak Mk IV).
Oprócz Wielkiej Brytanii, pociski Firestreak używane były przez Arabię Saudyjską i Kuwejt, według niektórych źródeł także przez Włochy (Fiat G.91).